# Hit the Lights (chanson de Metallica)
Pour les articles homonymes, voir Hit the Lights.
Pistes de Kill 'Em All
The Four Horsemen
Hit the Lights est le premier titre du groupe Metallica.
La chanson a été enregistrée sur la compilation Metal Massacre en 1982 et sur le premier album du groupe, Kill 'Em All, en 1983.